# Rue d'Assas
Pour les articles homonymes, voir Assas.
La rue d’Assas est une voie située dans le quartier de l'Odéon et le quartier Notre-Dame-des-Champs du 6e arrondissement de Paris.

## Situation et accès
Ce site est desservi par les stations de métro Sèvres - Babylone,  Rennes et Notre-Dame-des-Champs, ainsi que par la ligne B du RER à la gare de Port-Royal.
À son extrémité nord se trouve la place Alphonse-Deville et à son extrémité sud la place Camille-Jullian.

## Origine du nom
Elle porte le nom du chevalier Louis d'Assas (1733-1760), capitaine du régiment d'Auvergne sous Louis XV, connu par sa mort héroïque à la bataille de Kloster Kampen en Westphalie le 15 octobre 1760.

## Historique
Ouverte en 1798 entre les rues du Cherche-Midi et de Vaugirard, sur le terrain du couvent des Chartreux de Paris, elle prend en 1803 le nom de « rue d'Assas ».
Par arrêté du 2 avril 1868, elle est réunie à la rue de l'Ouest, ouverte en 1803, qui allait de la rue de Vaugirard à l'avenue de l'Observatoire.
De nouveau numéros sont par conséquent attribués aux immeubles de la rue de l'Ouest qui appartiennent désormais à la rue d'Assas (voir no 90). L'actuelle numérotation a été ratifiée par arrêté du 28 septembre 1882.

## Bâtiments remarquables et lieux de mémoire

### De la rue du Cherche-Midi à la rue de Vaugirard
- No 1 : Rosa Bonheur (1822-1899), artiste peintre et sculptrice, quittant — après son succès au Salon de 1854 — l'ancienne rue de l'Ouest (d'Assas depuis 1868), vient s'installer ici dans un vaste atelier sur cour qu'elle occupe encore en 1864[2].
- No 4 : restaurant gastronomique[3] ouvert en 1999 par Hélène Darroze (née en 1967).
- No 5 : ancien hôtel Dubosc de Cauqueréaumont.
- Nos 5 et 7 : entre ces deux numéros débouche la rue Coëtlogon, créée en vertu d'un décret impérial du 28 juillet 1866 par élargissement à {{unité[12|m}} et absorption de l'ancienne impasse Assas[4] où vit en 1860, au no 2, l'historien Dominique-François-Louis Roget (1795-1872), baron de Belloguet[5].
- Nos 7, 9 et 9 bis : immeubles mixtes de cinq niveaux sur rez-de-chaussée et combles, chacun signé et daté sur la façade de manière identique A. CALIGNY / ARCHTE 1883. Anatole Caligny[6] (1851-après 1888) a également signé de la même façon l'immeuble 9, rue Coëtlogon.
- No 10 : maison d'habitation construite d'après les plans de l'architecte Victor Ruprich-Robert (1820-1887) pour lui-même et sa famille. Son fils Gabriel Ruprich-Robert (1859-1953) y naît en 1859[7].
- No 11 : immeuble d'habitation (1880[8]) dans lequel le compositeur René de Castéra (1873-1955) et son frère aîné, le peintre Carlos de Castéra occupent dans les années 1900 et 1910 un appartement sur cour[9]. Ils prêtent occasionnellement leur logement à leur ami Déodat de Séverac (1872-1921)[10].
- No 14 : hôtel particulier construit en 1858 pour l'homme politique Émile Keller (1828-1909)[11].
- Nos 19 et 21 (et no 74 rue de Vaugirard) : l'Institut catholique de Paris (ICP), fondé en 1875 occupe une partie de l'ancien enclos et des bâtiments du couvent des Carmes déchaussés dont la communauté est supprimée en 1790. L'entrée principale du campus est transférée au 74, rue de Vaugirard en 2019, après la restauration de la cour d'honneur[12].

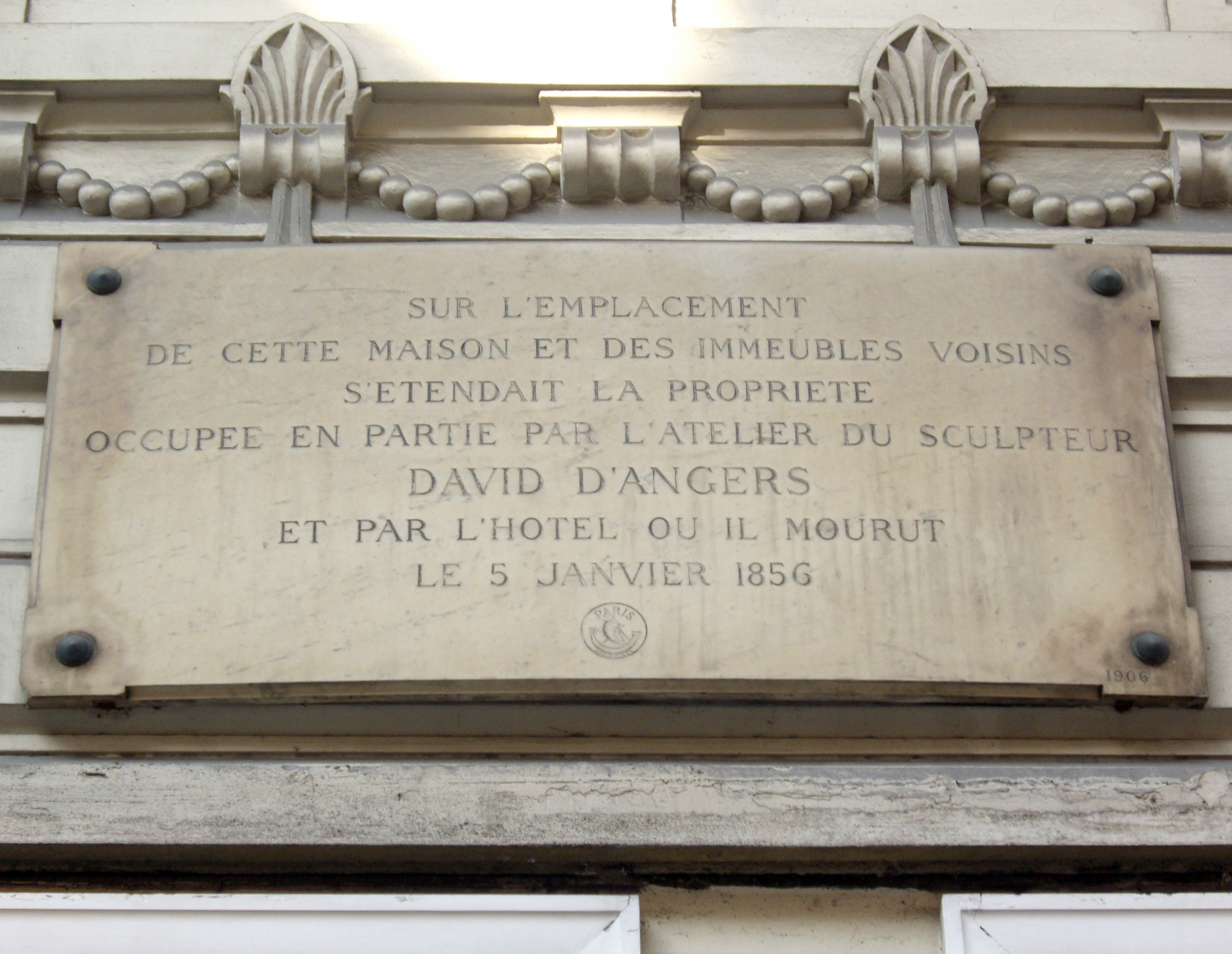
Plaque au no 20.

- No 20  : une plaque apposée sur la façade rappelle que « Sur l'emplacement de cette maison et des immeubles voisins s'étendait la propriété occupée en partie par l'atelier du sculpteur David d'Angers (1788-1856) et par l'hôtel où il mourut, à l'âge de 67 ans ».
- No 22 : Jean Genet (1910-1986) dans Le Journal du voleur écrit être né à cette adresse : « Je suis né à Paris le 19 décembre 1910. Pupille de l'Assistance publique, il me fut impossible de connaître autre chose de mon état civil. Quand j'eus vingt et un ans, j'obtins un acte de naissance. Ma mère s'appelait Gabrielle Genet. Mon père reste inconnu. J'étais venu au monde au 22 de la rue d'Assas. — Je saurai donc quelques renseignements sur mon origine, me dis-je, et je me rendis rue d'Assas. Le 22 était occupé par la Maternité. On refusa de me renseigner ».
- No 26 : annexe de l'Institut catholique de Paris[Note 1] (voir nos 19 et 21).
- No 28 : une inscription gravée sur la façade près de l'angle de la rue de Vaugirard indique « Ici s'élevait un hôtel où mourut le 11 février 1868 Jean Bernard Léon Foucault, membre de l'Institut, né à Paris le 19 septembre 1819. C'est dans cet hôtel qu'il réalisa en 1851 la célèbre expérience qui démontre la rotation de la terre par l'observation du pendule » ;
  - au rez-de-chaussée, l'agencement de l'ancien siège de l'hebdomadaire La Semaine à Paris[13], réalisé en 1929-1930 d'après les plans de l'architecte Robert Mallet-Stevens a disparu, mais la devanture d'origine, bien qu'elle ait perdu ses vitres peintes, est encore reconnaissable (en 2020) ;
  - de 1936 à 1972, l'école d'Assas (initialement CEPM), établissement de formation professionnelle occupait le premier étage ;
  - le chanteur Joe Dassin (1938-1980) y demeurait en 1968[14].

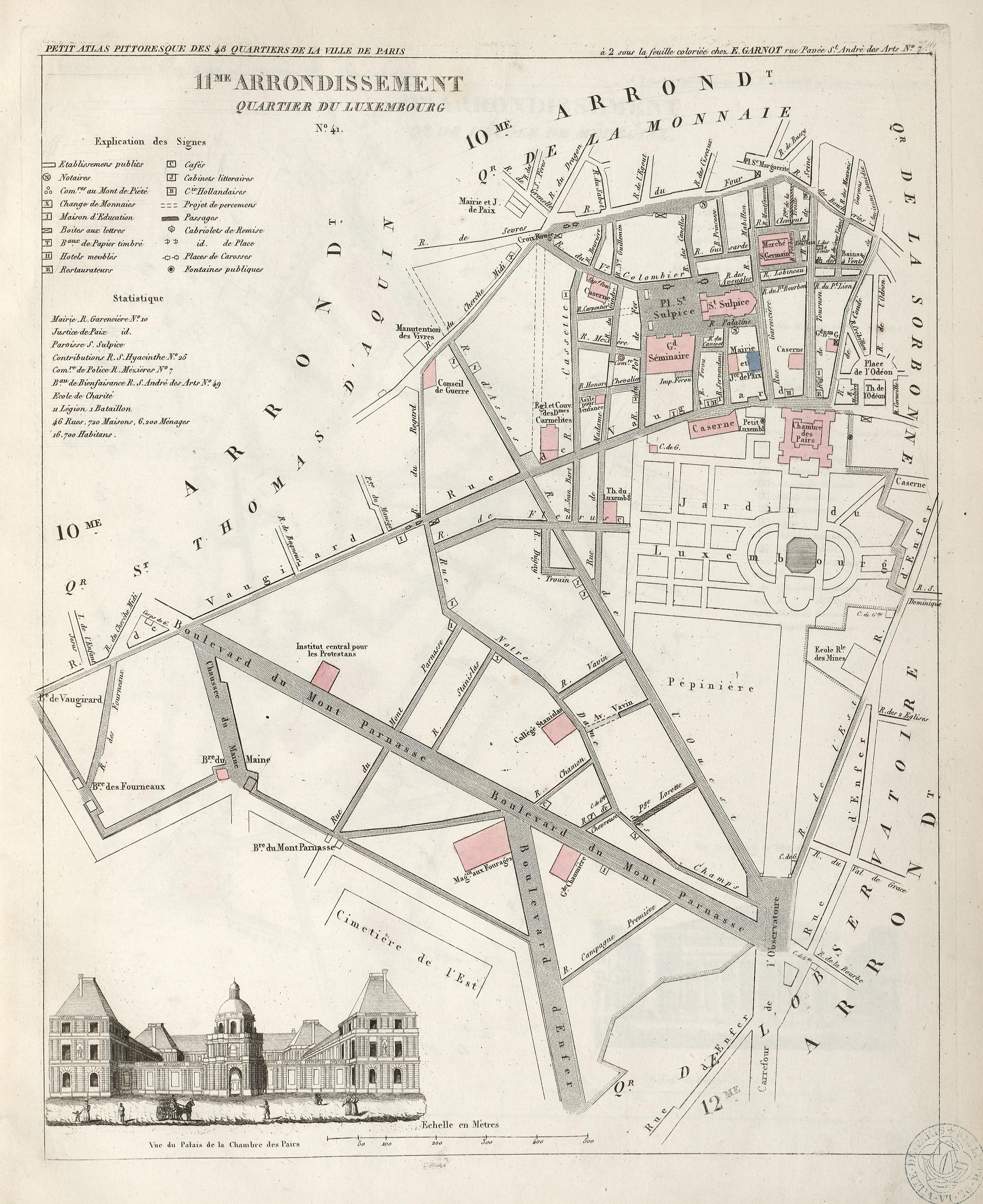
Les rues d'Assas et de l'Ouest dans la première moitié du XIXe siècle, Petit atlas pittoresque.
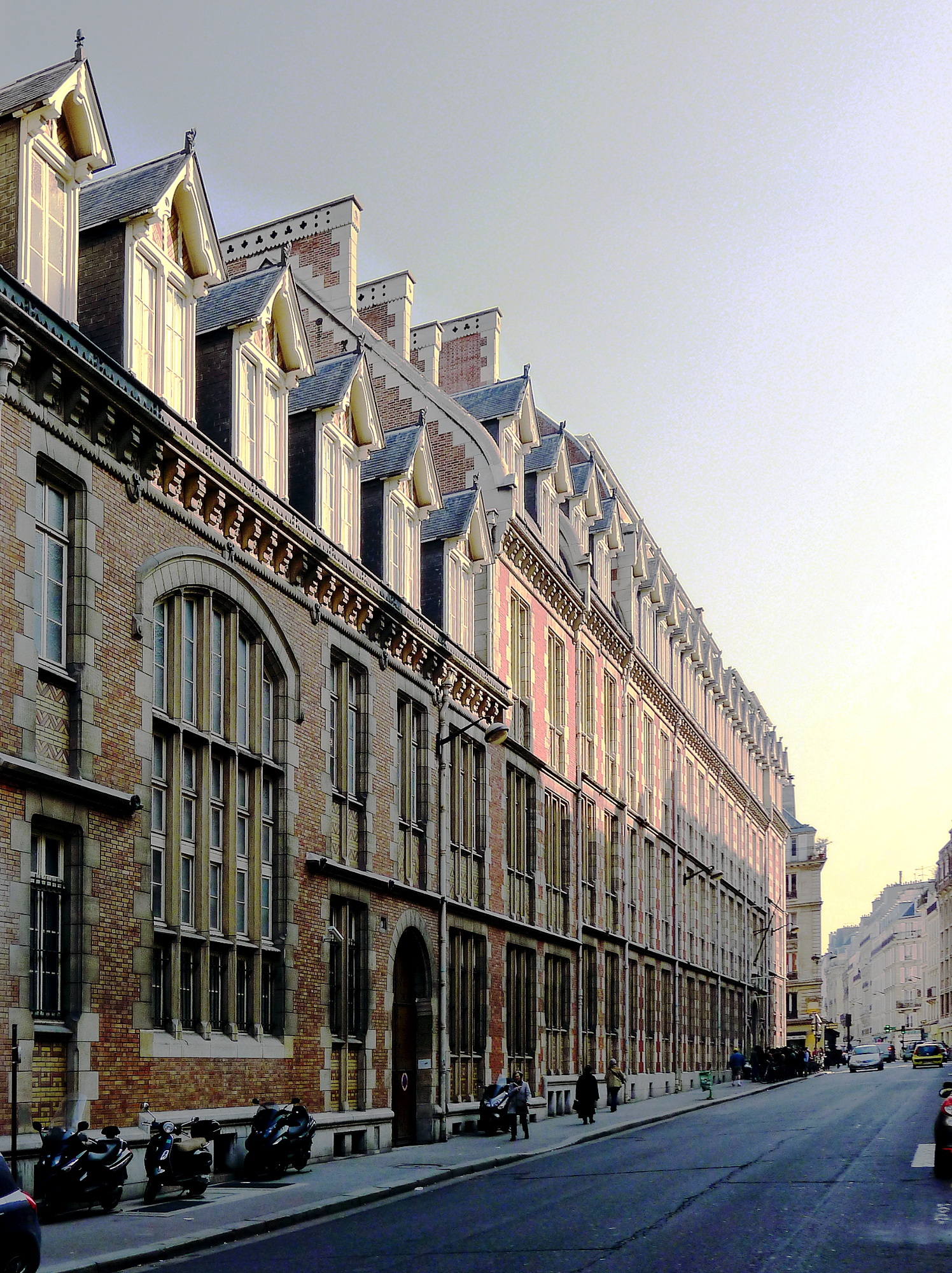
Nos 19 et 21, Institut catholique de Paris (ICP), façade ouest.
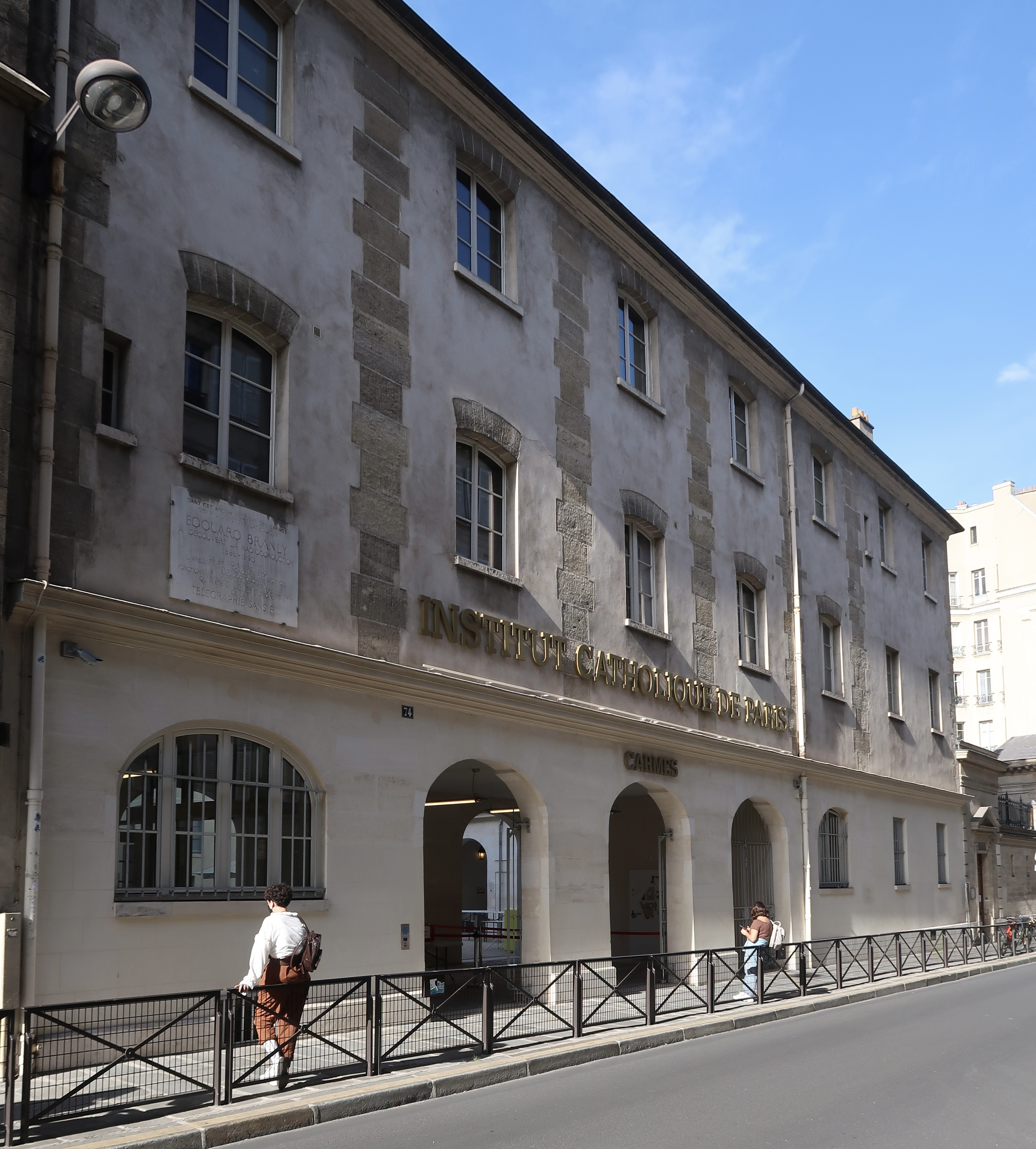
Ancien bâtiment conventuel des Carmes déchaussés, devenu une entrée au campus de l'ICP, 74 rue de Vaugirard.
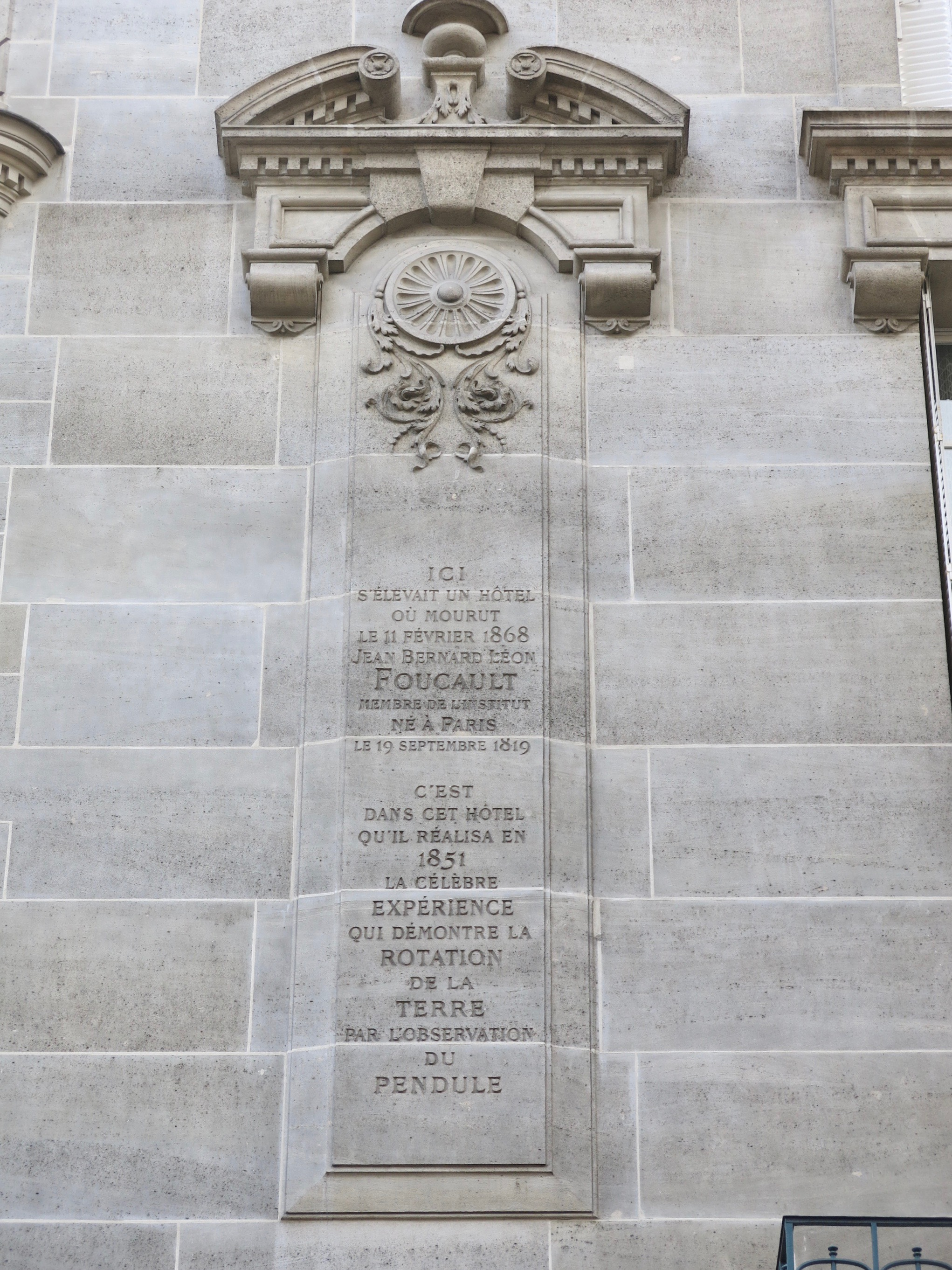
Inscription gravée au no 28.

### De la rue de Vaugirard  à l'avenue de l'Observatoire
- No ?? (anciennement 38, rue de l'Ouest, et rue Notre-Dame-des-Champs no 45[15], selon le numérotage en vigueur en 1837[16]) : emplacement non identifié de l'ancienne maison du peintre Achille Devéria (1800-1857), accessible par les deux rues. Marié en 1829, ses six enfants y sont nés[réf. nécessaire]. Son atelier et son salon étaient fréquentés par les plus illustres personnalités du temps comme Victor Hugo ou Alfred de Musset, lequel y déclama ses premiers vers.
- Nos 36, 38 et 40 : institut Arthur Vernes, présent dans ces immeubles depuis 1923. Fondé par le médecin Arthur Vernes (1879-1976) avec le soutien financier de Frank Jay Gould (1877-1956) sous le nom d'« Institut Prophylactique » (1916-1981) dans un hôtel particulier, 60, boulevard Arago (1916-1923)[17] pour lutter contre les maladies vénériennes, il porte le nom de son fondateur depuis 1981.
- No 44 : Émile Littré (1801-1881) y est mort[18] à l'age de 80 ans.
- No 50 : la chanteuse Jane Birkin y vécut les dernières années de sa vie. Elle y meurt le 16 juillet 2023 à l'âge de 76 ans[19].
- Nos 57 et 57 bis : cours latérales du lycée Montaigne. L'entrée du bâtiment principal (1882-1885, Charles Le Cœur architecte) se trouve au 17, rue Auguste-Comte, face au verger du jardin du Luxembourg.
- No 58 bis : plaque en hommage au poète Louis Mandin (1872-1943) et à sa femme Marie-Louise Mandin (†1945), arrêtés par les Allemands en 1941, morts en déportation.
- Nos 60 et 62 : ancienne pension Orfila où logèrent :
  - de 1895 à 1896, le physicien polonais Marian Smoluchowski (1872-1917) auquel une plaque rend hommage ;
  - en 1896, l'écrivain suédois August Strindberg (1849-1912) auquel une plaque rend hommage.
- No 63 : jardin botanique de la faculté des sciences pharmaceutiques et biologiques de l'université Paris V (voir 4, avenue de l'Observatoire).
- No 64 (précédemment 32, rue de l'Ouest) : parcelle créée sur une partie de l'enclos des Chartreux louée à des établissements scolaires depuis le milieu du XIXe siècle.
  - le cours Duchemin ouvert 32, rue de l'Ouest[20] vers 1850,
  - le Cours Valton, établissement secondaire libre pour jeunes filles qui reprit en 1899 le pensionnat Duchemin et fusionna avec l'Institut Sainte-Geneviève en 1966 avant d'en être absorbé[21],
  - l'institut Sainte-Geneviève, fondé en 1913 au 33, rue d'Assas, pour former les institutrices des écoles primaires du diocèse de Paris, et placé sous la tutelle des Filles du Cœur Marie. Il emménagea ici dans les années 1970 et réunit aujourd'hui école, collège et lycée privés[22].
- No 68 (précédemment 36, rue de l'Ouest) : ancienne voie en cul-de-sac, répertoriée et dénommée « impasse Vavin[23]» (supprimée en 1959), qui était autrefois bordée d'ateliers. Propriété privée.
  - Le sculpteur Alexandre Falguière (1831-1900) mourut à l'âge de 68 ans en ce lieu[24], où il avait vécu et travaillé pendant plus de trente ans[25],[26] ;
  - Raymond Barthélemy (1833-1902), grand prix de Rome (sculpture) et pensionnaire à la villa Médicis y loge à son retour d'Italie, en 1866[26] ;
  - le peintre Diogène Maillart (1840-1926) y eut un atelier de 1877[27] à 1878[28] ;
  - la sculptrice Chana Orloff (1888-1968) vecut et travailla ici[29] jusqu'en 1926, année où elle emménagea dans sa nouvelle maison-atelier de la villa Seurat.
  - la médecin Lasthénie Thuillier-Landry[30] y habita.
  - De nos jours collège et lycée privé Saint-Sulpice.
- No 72 : le peintre Charles Hoffbauer (1875-1957) y est né, chez ses parents[31].
- No 74 : immeuble d'habitation sur rue signé et daté au-dessus de la porte à gauche H. Ragache Architecte 1907, et à droite E. Clement Constructeur.
  - domicile de Jacques-Alain Miller (né en 1944), psychanalyste lacanien, directeur du département de psychanalyse de l'université de Paris VIII[réf. nécessaire].
  - emplacement de l'ancienne maison du peintre-verrier Claudius Lavergne[32] (1815-1887) où il mourut à l'age de 72 ans[33].
- No 76 : Jules Michelet (1798-1874) y demeura les dernières années de sa vie[18]. L'immeuble est situé au croisement avec la rue Vavin. Une plaque lui rend hommage[34]. Non loin de là, son nom a été attribué en 1877 à la rue Michelet[35] pour honorer sa mémoire. Alfred Nicolas Rambaud y est mort[36].
- No 82 : immeuble de logements contemporain occupant l'emplacement de la dernière demeure du sculpteur Auguste Bartholdi (1834-1904), un « magnifique hôtel particulier » acquis en octobre 1893 grâce à une « large indemnité » obtenue en dédommagement de l'expropriation de sa propriété du 40, rue Vavin[37]. Bartholdi y meurt moins d'une année après y avoir emménagé[38]. Il est inhumé au cimetière du Montparnasse (28e division)[39].
- Nos 84 et 86 : entre ces numéros débute l'avenue Vavin qui se termine en impasse face à l'établissement scolaire Notre-Dame de Sion.
- No 84 : le sculpteur Jean Gautherin (1840-1890) y demeurait en 1879[réf. nécessaire]. Les artistes-peintres et cofondatrices de l'Académie de la Grande Chaumière, Martha Stettler (1870-1945) et Alice Dannenberg (1861-1948), y habitèrent entre 1906 et 1930[réf. nécessaire].
- No 85 : l'historien André Aymard (1900-1964) habita à cette adresse[40].
- No 86 : immeuble d'angle de style post-haussmannien réalisé vers 1912[41] d'après les plans de l'architecte Louis Moreau (1879-1915)[42] :
  - la cantatrice et artiste peintre grecque Spéranza Calo-Séailles (1885-1949) y possédait une résidence de famille dans les années 1930[réf. nécessaire].
  - le médecin et Pr Jean Bernard (1907-2006) y est domicilié jusqu'à sa mort[43],[44].
- No 87 : la compositrice Germaine Tailleferre (1892-1983) habita à cette adresse les dernières années de sa vie ; une plaque lui rend hommage.
- No 89 : hôpital Tarnier.
- No 90 (précédemment 64, rue de l'Ouest) : immeuble contemporain (1968[45]). Dans la cour de la maison qui lui a fait place s'alignaient des ateliers d'artistes.
  - En 1866, Lucien Crépon (1828-1887), artiste-peintre français qui s'était marié en décembre de l'année précédente (alors domicilié au 72, rue de l'Ouest) à la mairie du 6e arrondissement[46], s'installa ici avec sa femme dans un atelier malsain situé au rez-de-chaussée du 64, rue de l'Ouest. Il avait autrefois séjourné à Philadelphie où il s'était lié d'amitié avec le jeune Thomas Eakins à la Pennsylvania Academy of the Fine Arts[47] ;
  - Thomas Eakins (1844-1916), arrivé à Paris au début du mois d'octobre 1866 pour intégrer l'école des Beaux-Arts de Paris trouva en Lucien Crépon un ami fidèle qui l'aida à trouver un logement (46, rue de Vaugirard), puis à obtenir à la fin du mois de septembre 1867 un atelier face au sien, au 64, rue de l'Ouest qui était alors en passe de devenir le 90, rue d'Assas[47].
- No 92 : faculté de droit de l'université Paris II Panthéon-Assas.

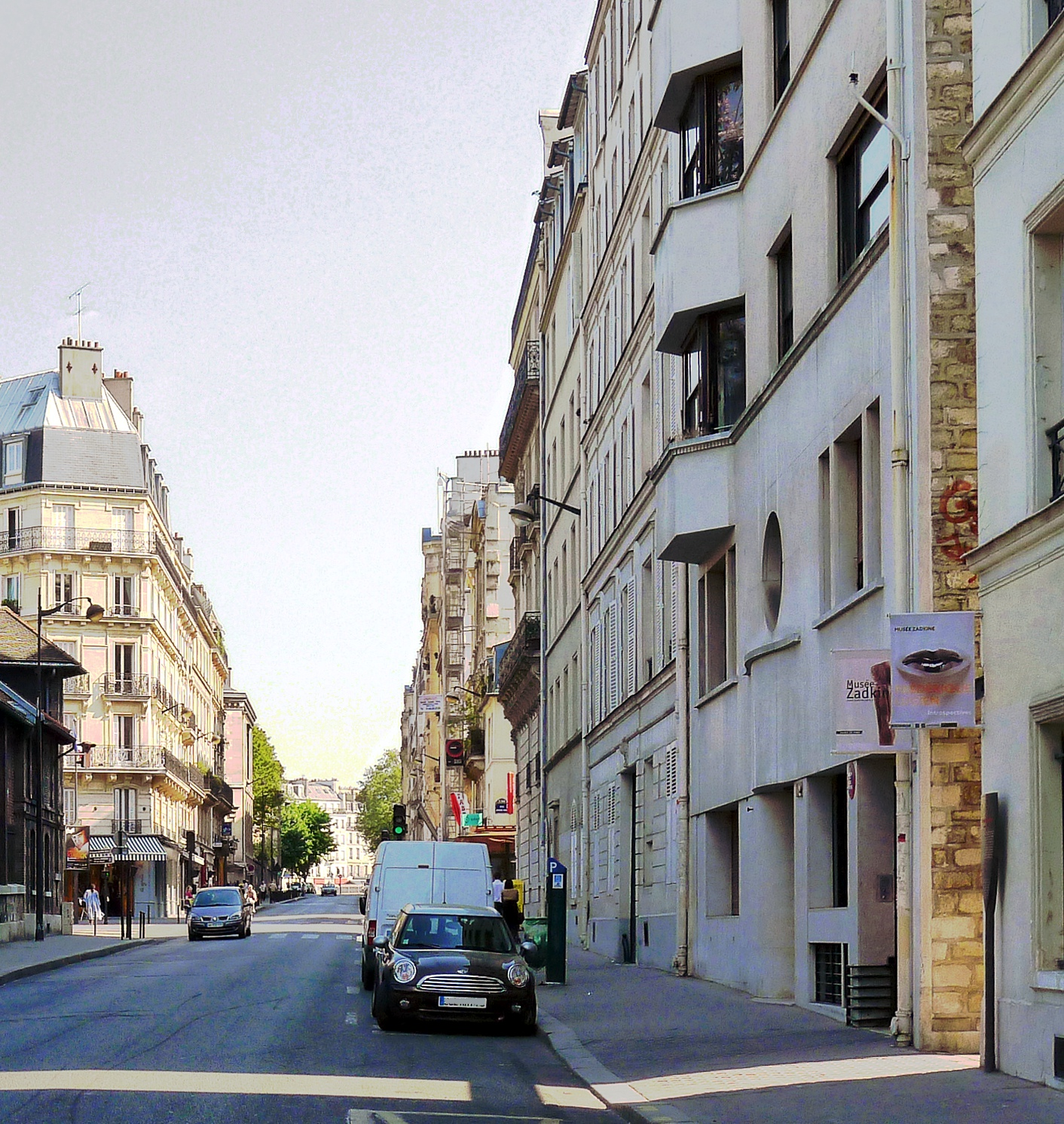
Entrée du musée Zadkine.

- No 100 bis : musée Zadkine, aménagé dans la maison atelier que le sculpteur français d'origine russe Ossip Zadkine (1890-1967) occupa de 1928 à 1967.
- No 108 (48, rue de l'Ouest en 1844).
- Nos 108 et 110 (80, rue de l'Ouest en 1867) : embranchement de la rue Joseph-Bara ouverte en 1800 sous la dénomination « passage Laurette ». Renommée « rue Carnot » en 1848[48], puis « rue Bara » en 1880, elle porte son nom actuel depuis 1907.

- No 110 (50, rue de l'Ouest en 1844) : maison faisant angle avec la rue Joseph-Bara, construite en 1820[49].
- No 112 : ancien atelier du peintre et graveur Léopold Lévy (1882-1966), que cet artiste associé à l'École de Paris partageait avec le peintre André Derain (1880-1954) avant de le louer à ce dernier à partir de 1936 (ou 1939) et jusqu'en 1946. Lévy, appelé en Turquie pour diriger à partir de 1937 à l'Académie des beaux-arts d'Istanbul la section peinture et réformer l'enseignement artistique[50], retrouva son atelier en 1949 à son retour à Paris, mais dut le laisser — avec son contenu — à sa seconde épouse lors de leur séparation (1952)[51].
- No 116 (et 1, rue Le Verrier) : immeuble d'habitation. Le compositeur Déodat de Séverac (1872-1921) y emménagea en février 1906. Lorsqu'en novembre de la même année, le pianiste et compositeur Joseph Canteloube de Malaret (1879-1957) s’installa à Paris, il vint habiter à proximité au 23, rue Le Verrier[52]. Ce fut le début de la grande amitié qui lia les deux hommes[53].

- No 118 : ancienne maison Charles Mendel, éditeur d'ouvrages relatifs à la photographie (1889-1920).
- No 120 : immeuble de style post-haussmannien signé « F. Saulnier - Arch. - 1913 » et construit vers 1913[54] d'après les plans de l'architecte François Saulnier (1866-~1950)[55],[56] :
  - domicile de l'écrivain Pierre Benoit (1886-1962) de 1924 à 1947. Une plaque apposée sur la façade lui rend hommage. Elle fut inaugurée en 1982 en présence de l'historien René de La Croix de Castries[57] (1908-1986), délégué de l'Académie française, et de l'écrivain Jacques Nels (1901-1994)[58].
- No 128 : École alsacienne, entrée des primaires.
- Le jardin du Luxembourg dans sa partie occidentale que la rue d'Assas longe entre la rue Guynemer et la rue Auguste-Comte.
- À un numéro inconnu ont vécu Louise Bryant et William C. Bullitt[59].

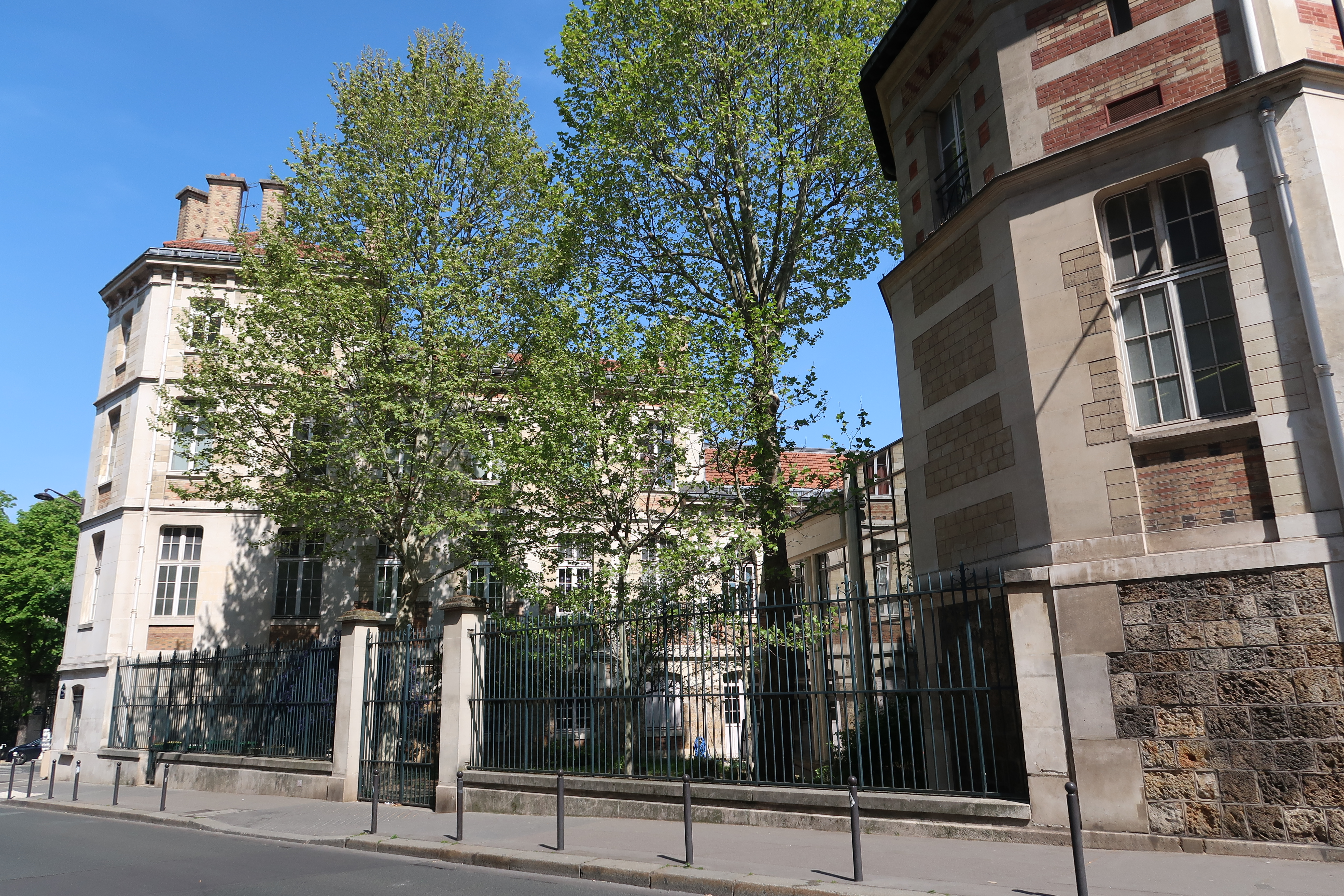
Nos 57-59, faculté des sciences pharmaceutiques et biologiques de l'université Paris V.
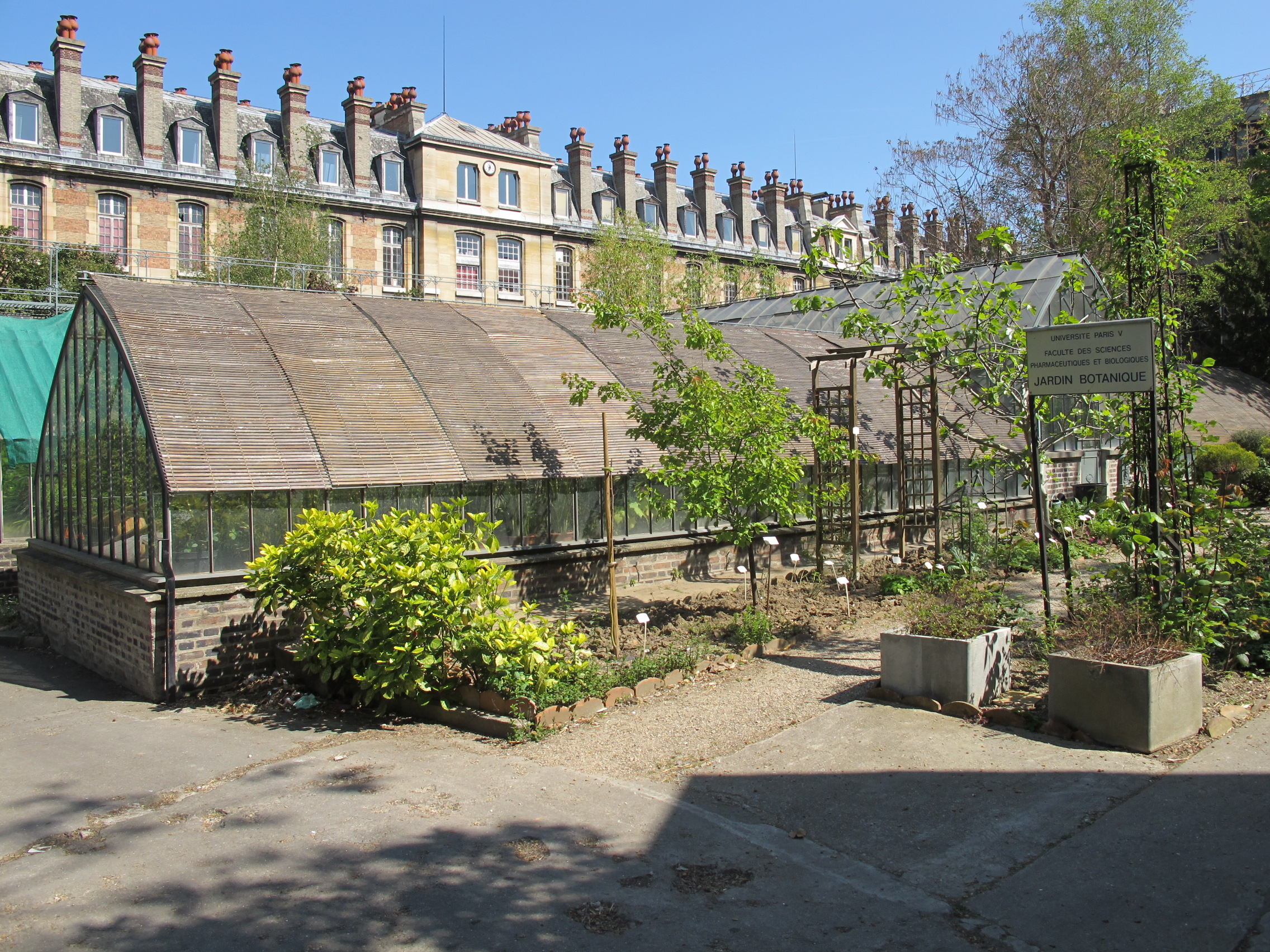
No 63, jardin botanique de cette faculté.
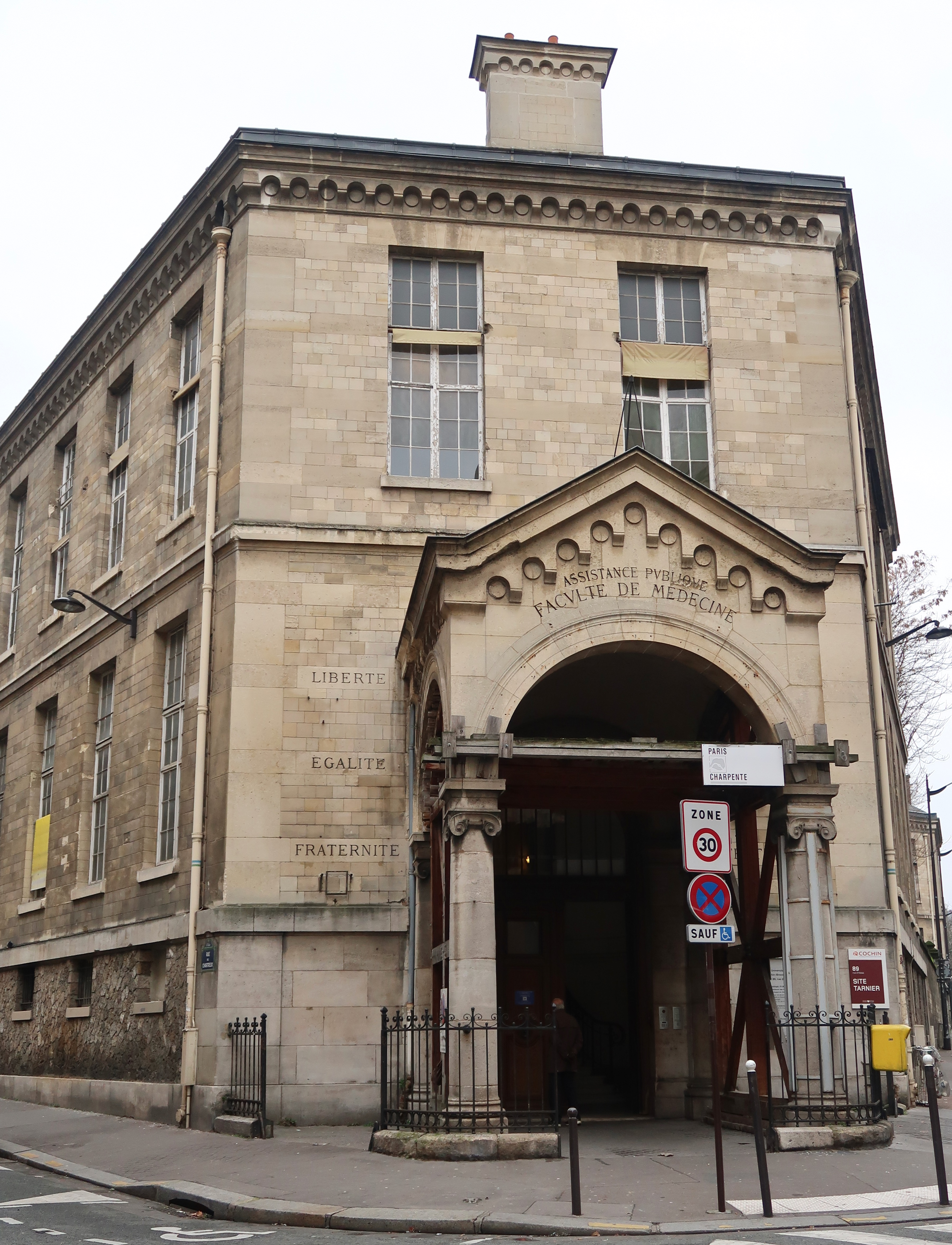
No 89, hôpital Tarnier.
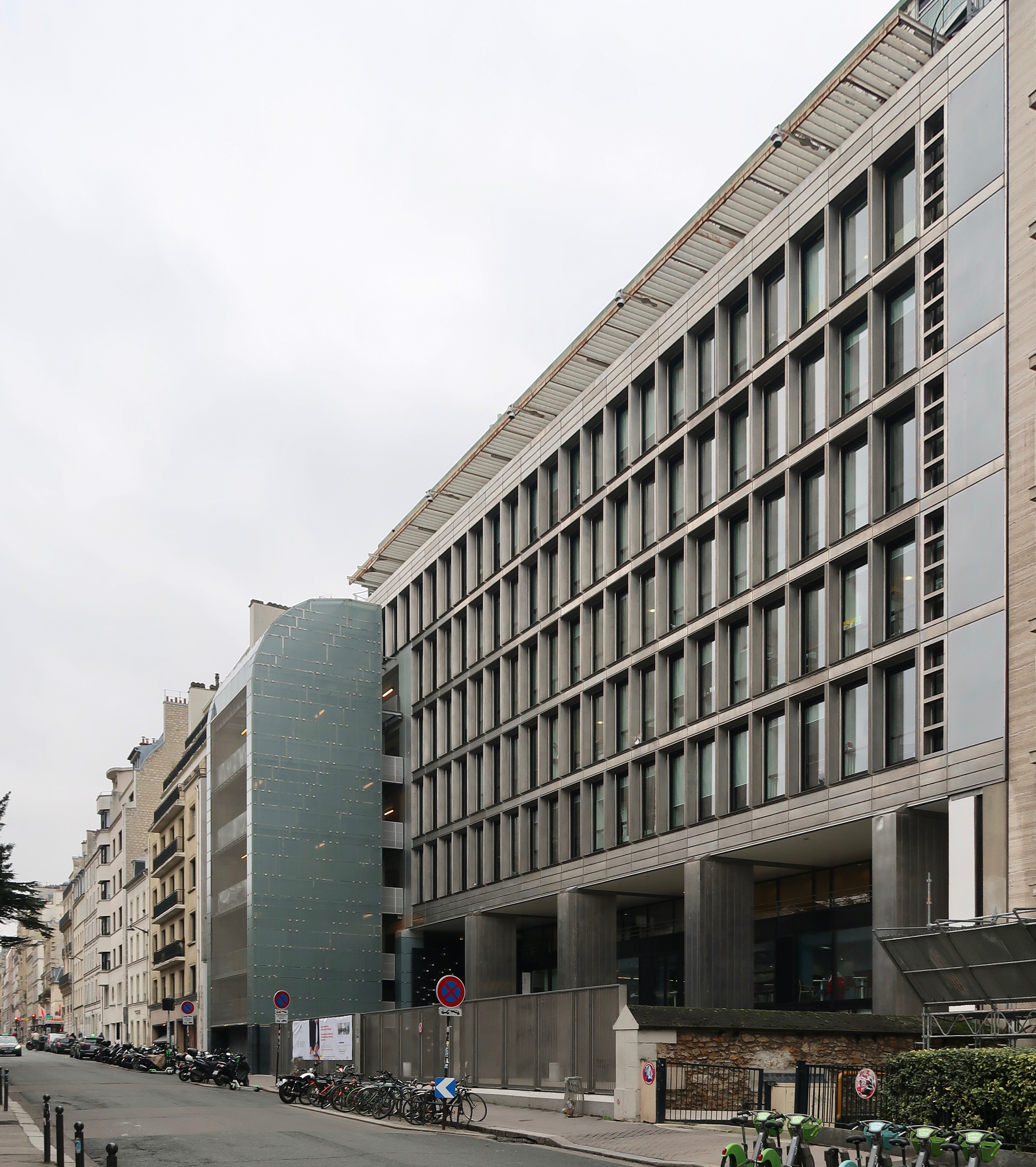
No 92, université Paris II Panthéon-Assas.
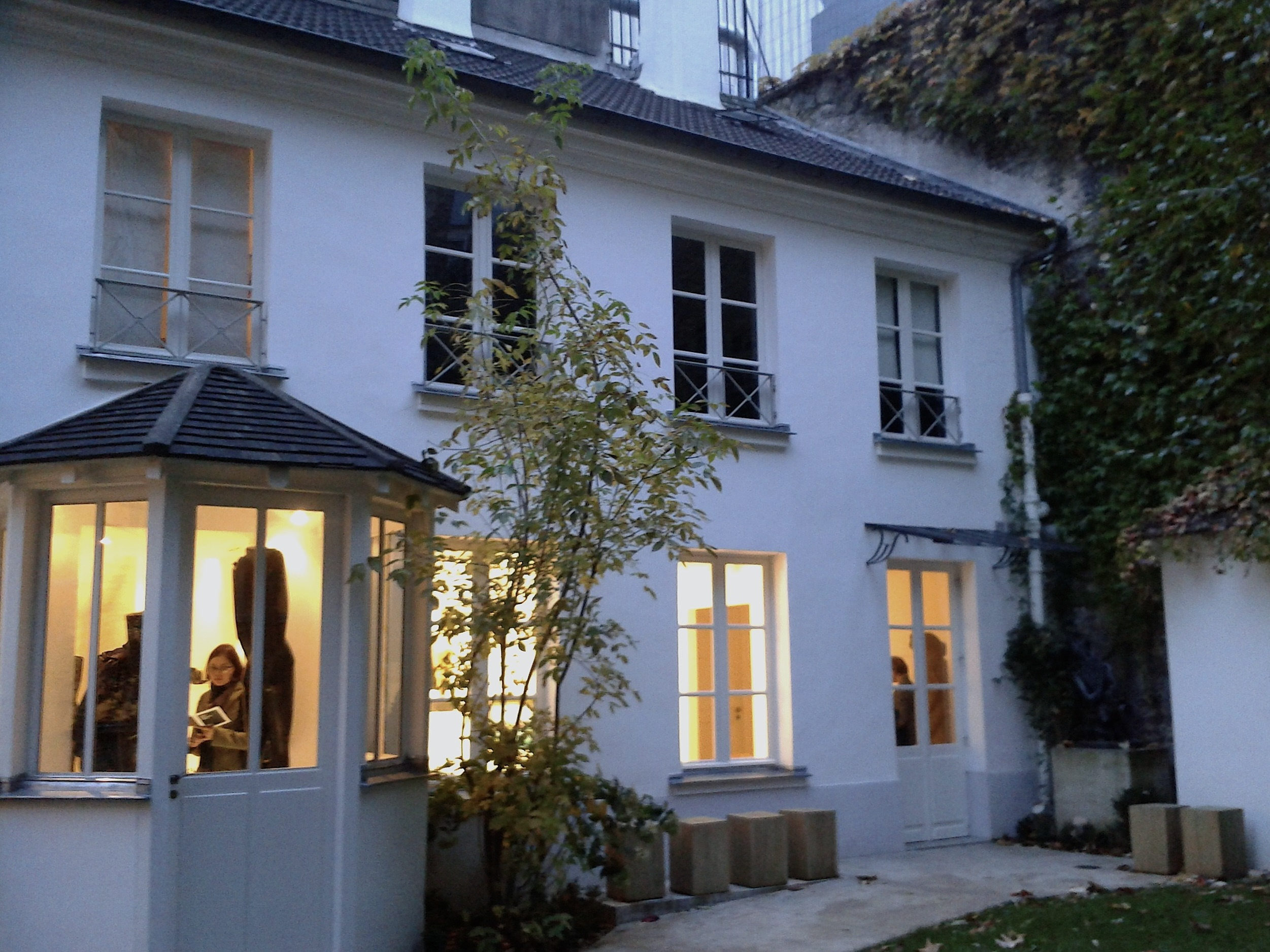
No 100 bis, le musée Zadkine.
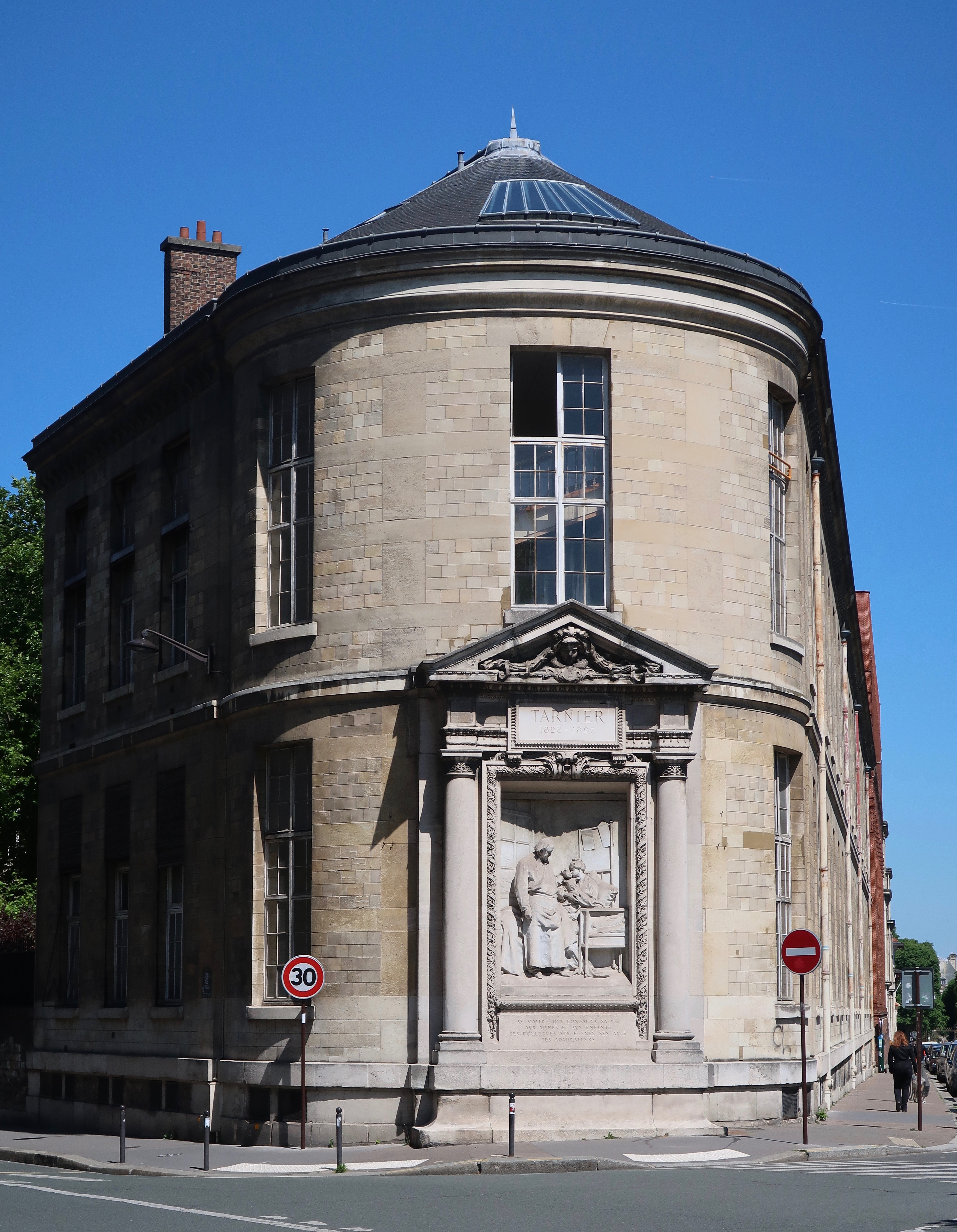
Denys Puech, Monument au Pr Tarnier (1905), à l'angle de l'avenue de l'Observatoire et de la rue d'Assas.
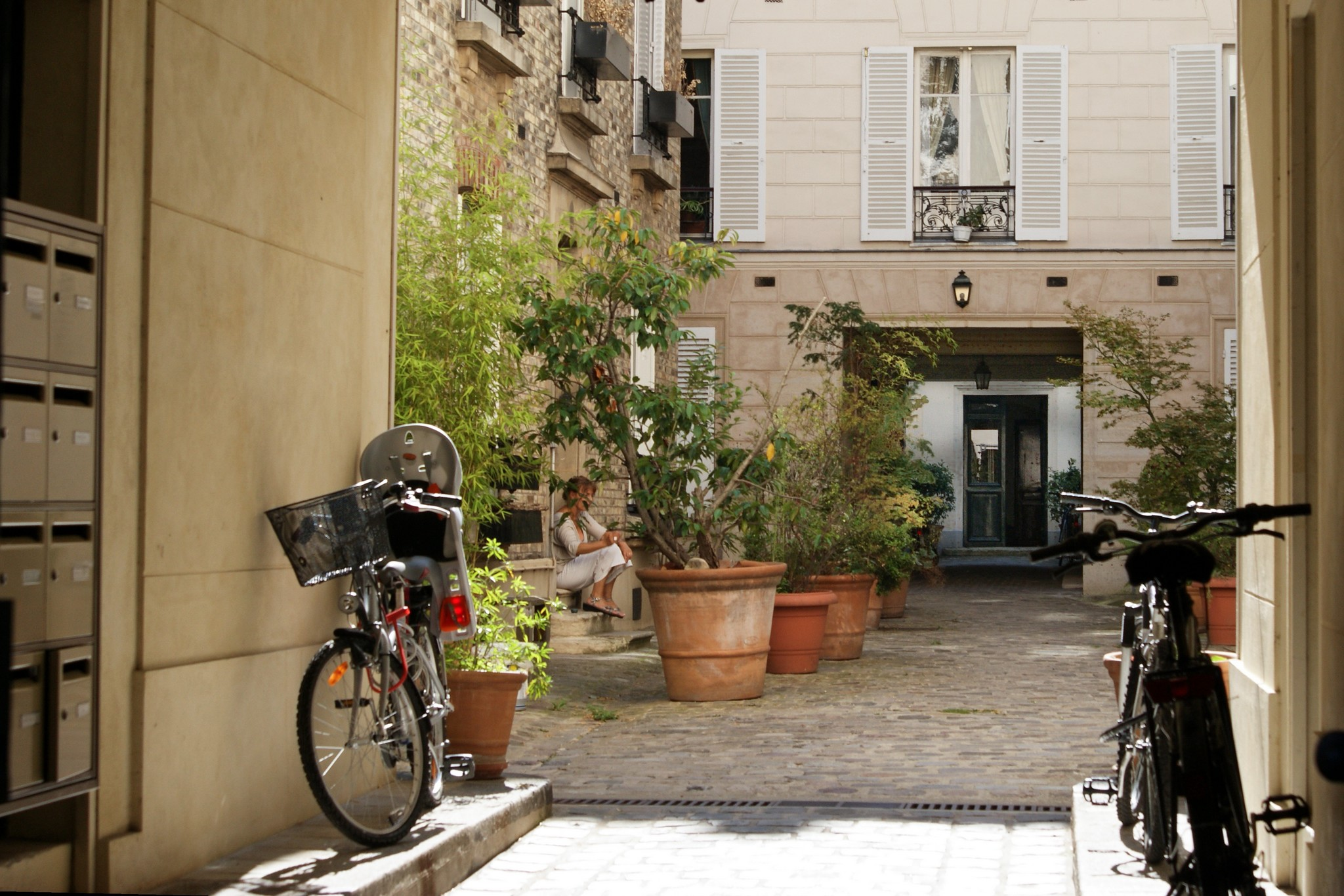
Cour d'immeuble.

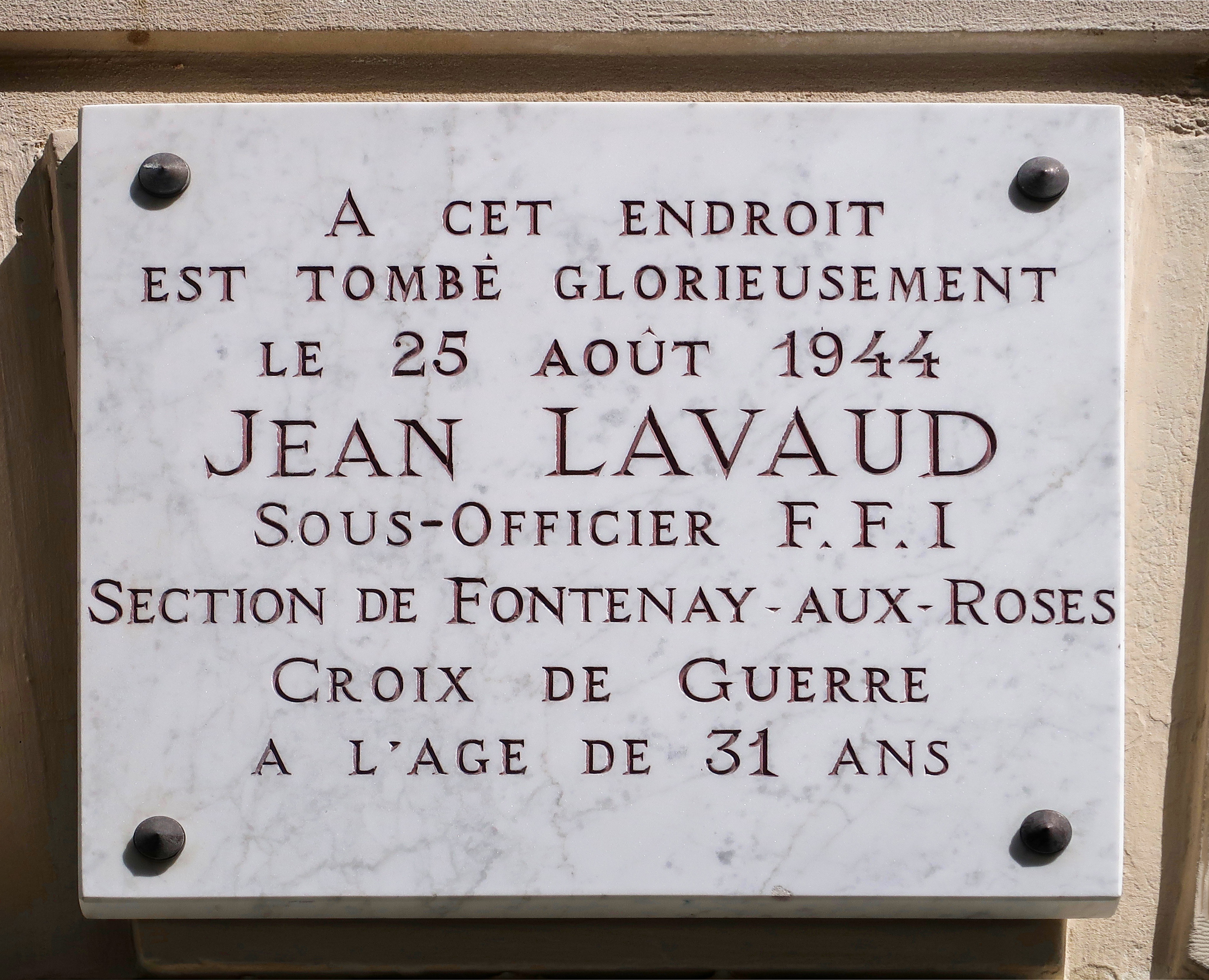
Plaque au no 55.
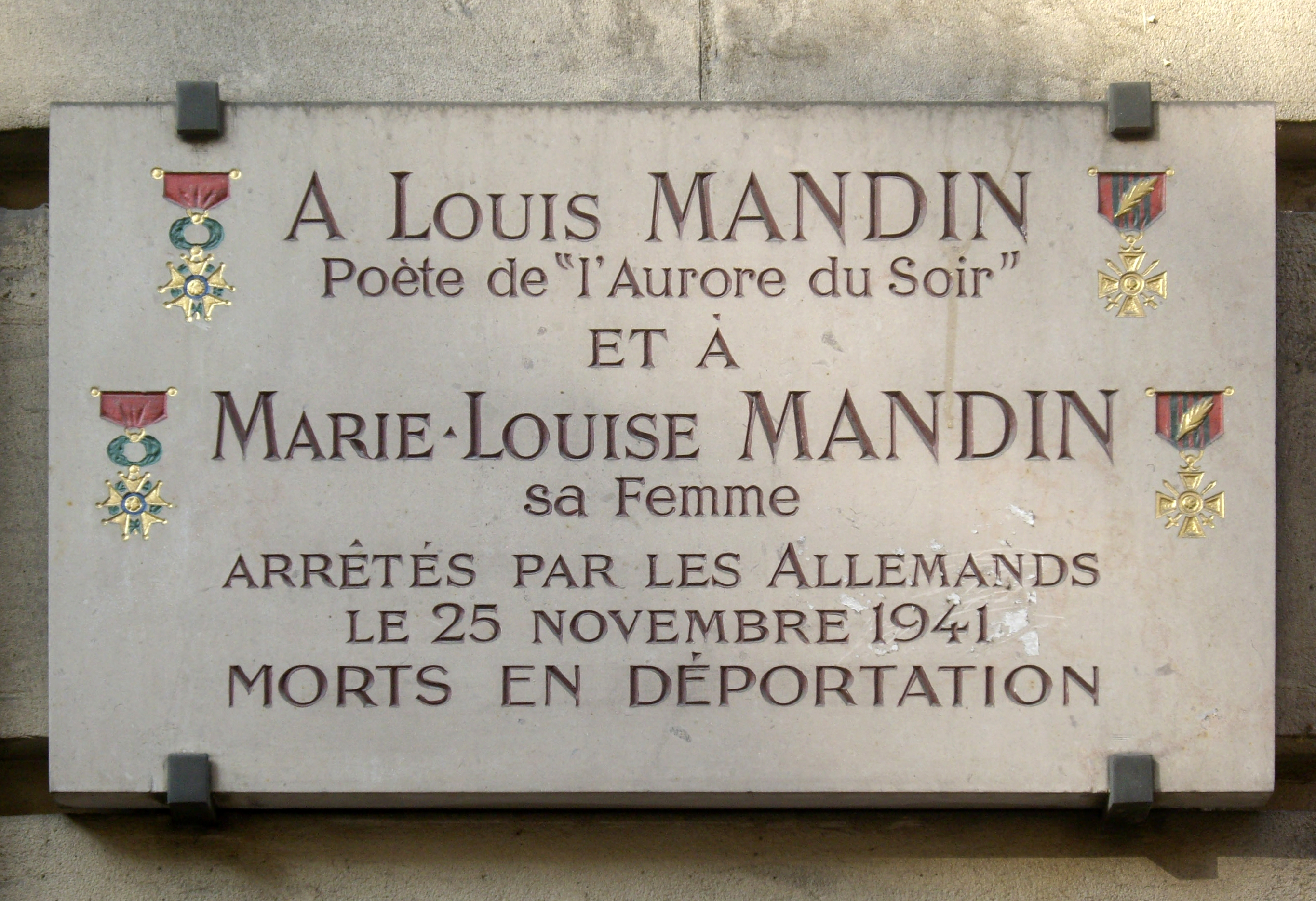
Plaque au no 58 bis.
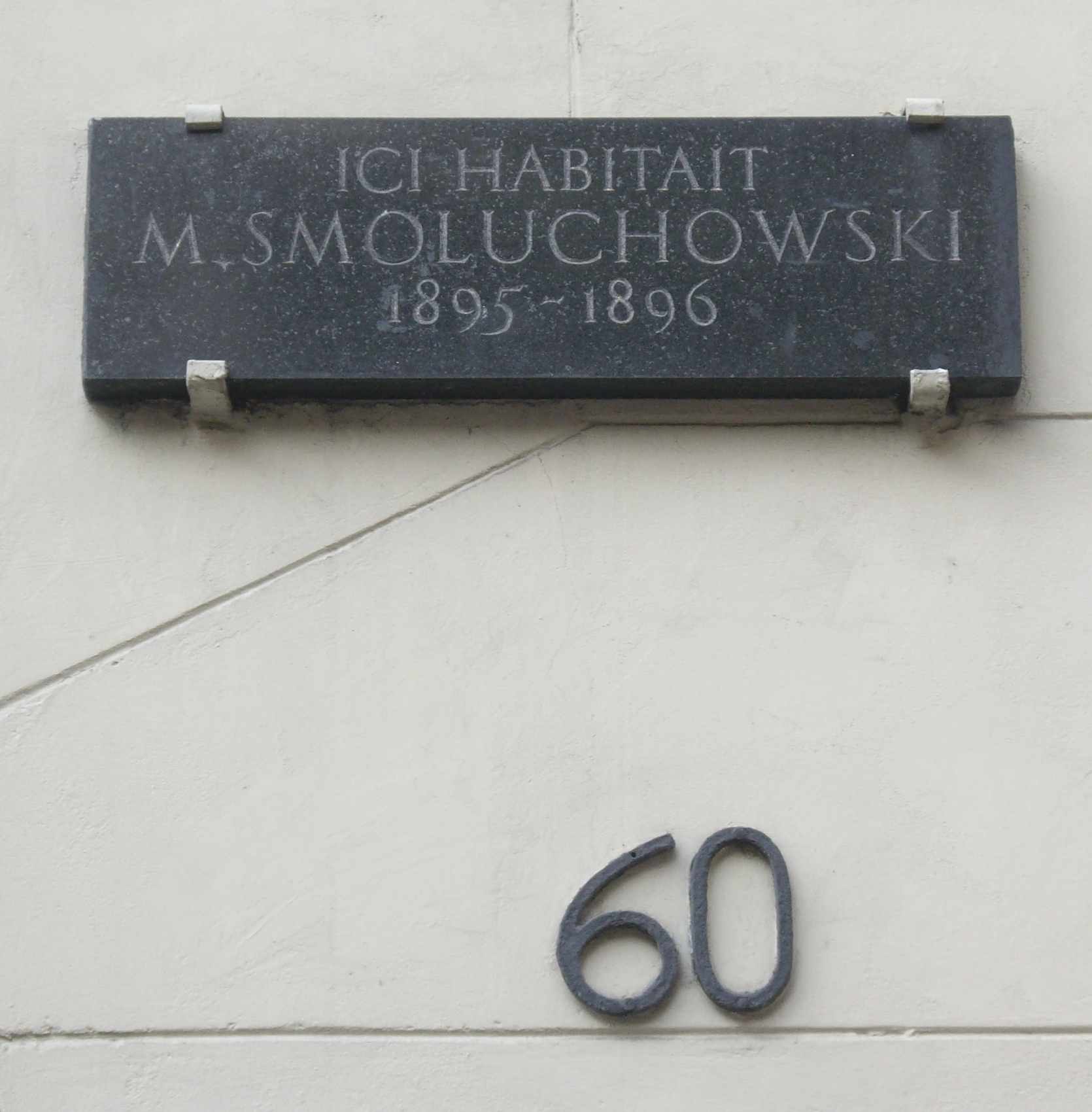
Plaque au no 60.
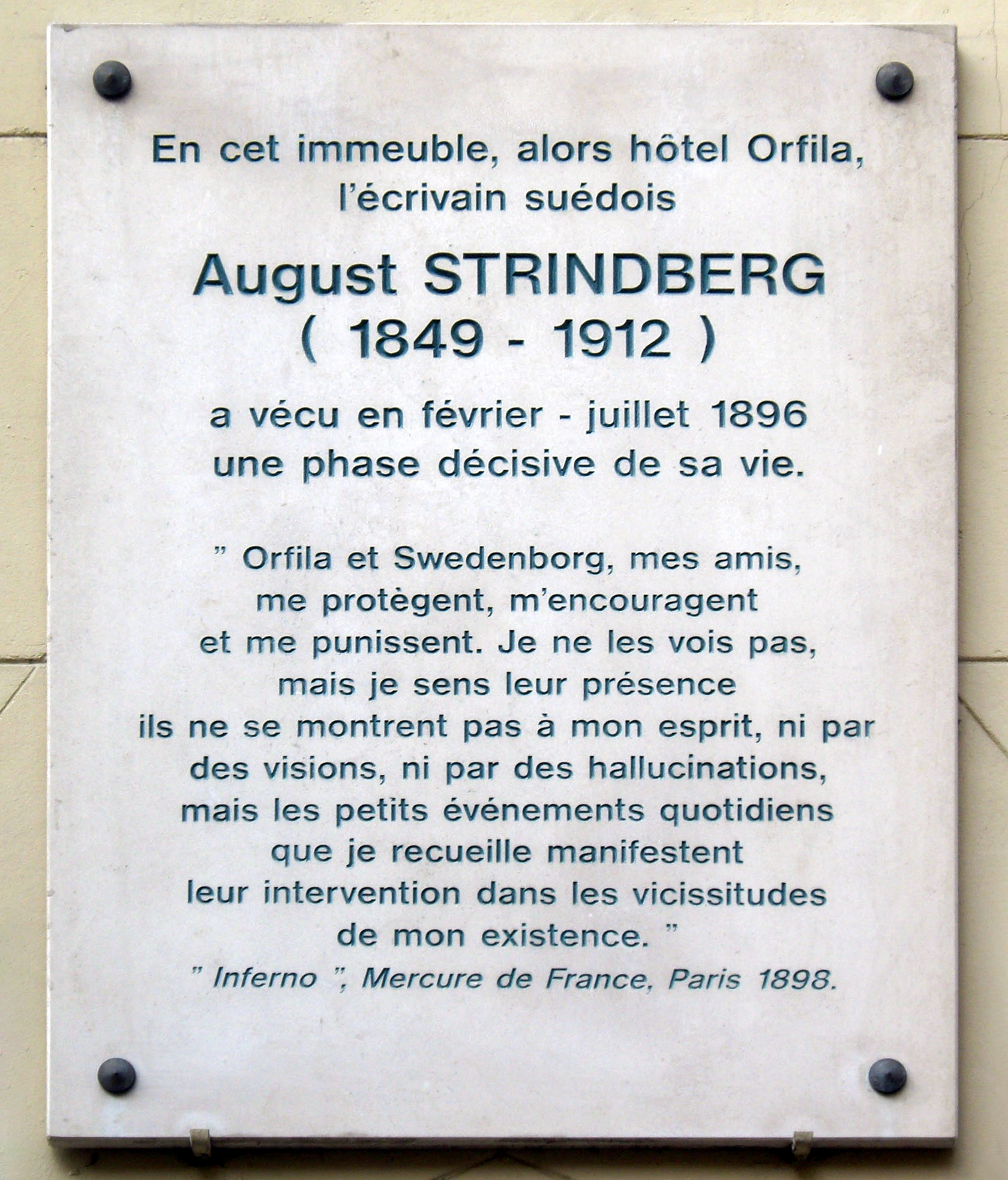
Plaque au no 62.
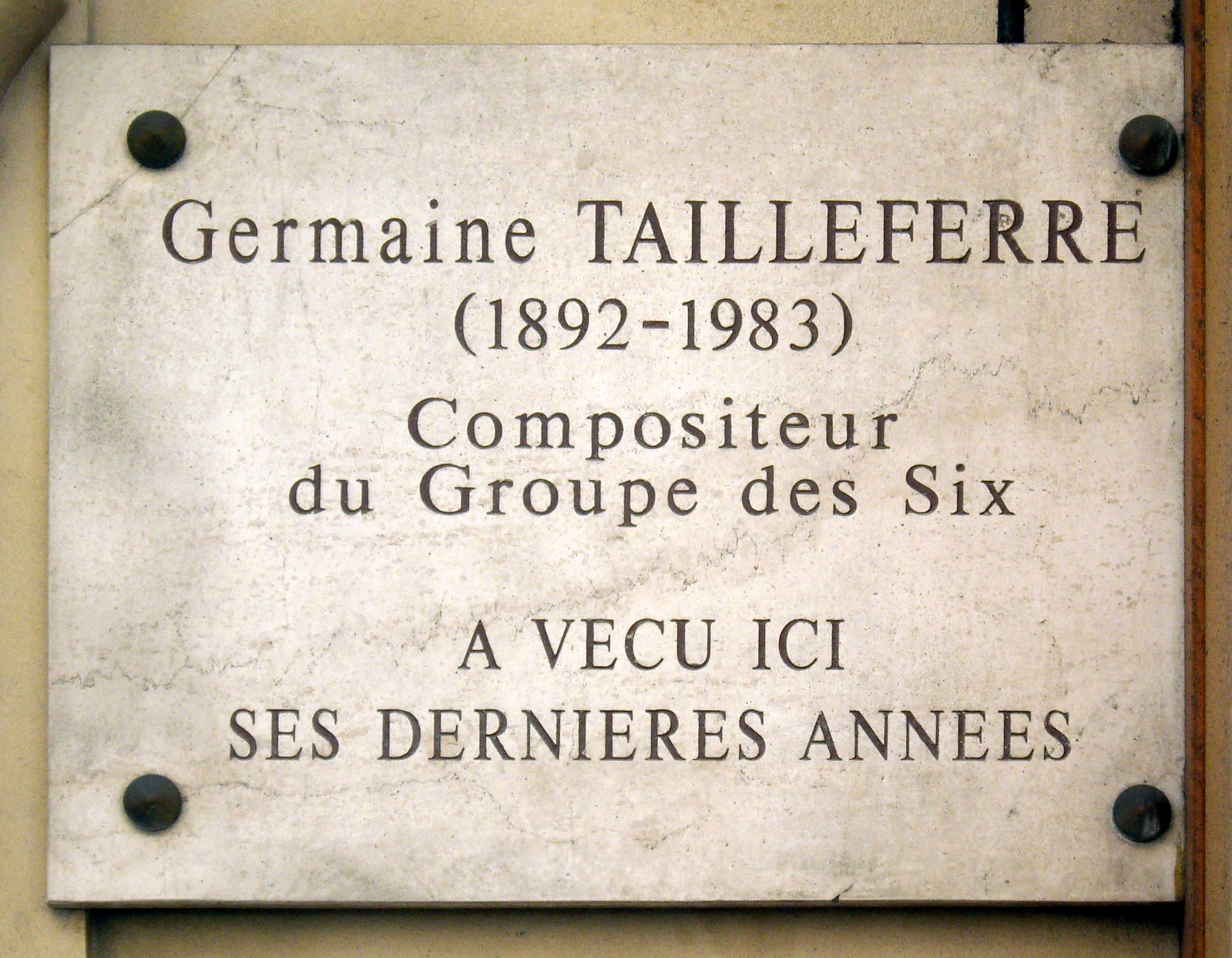
Plaque au no 87.
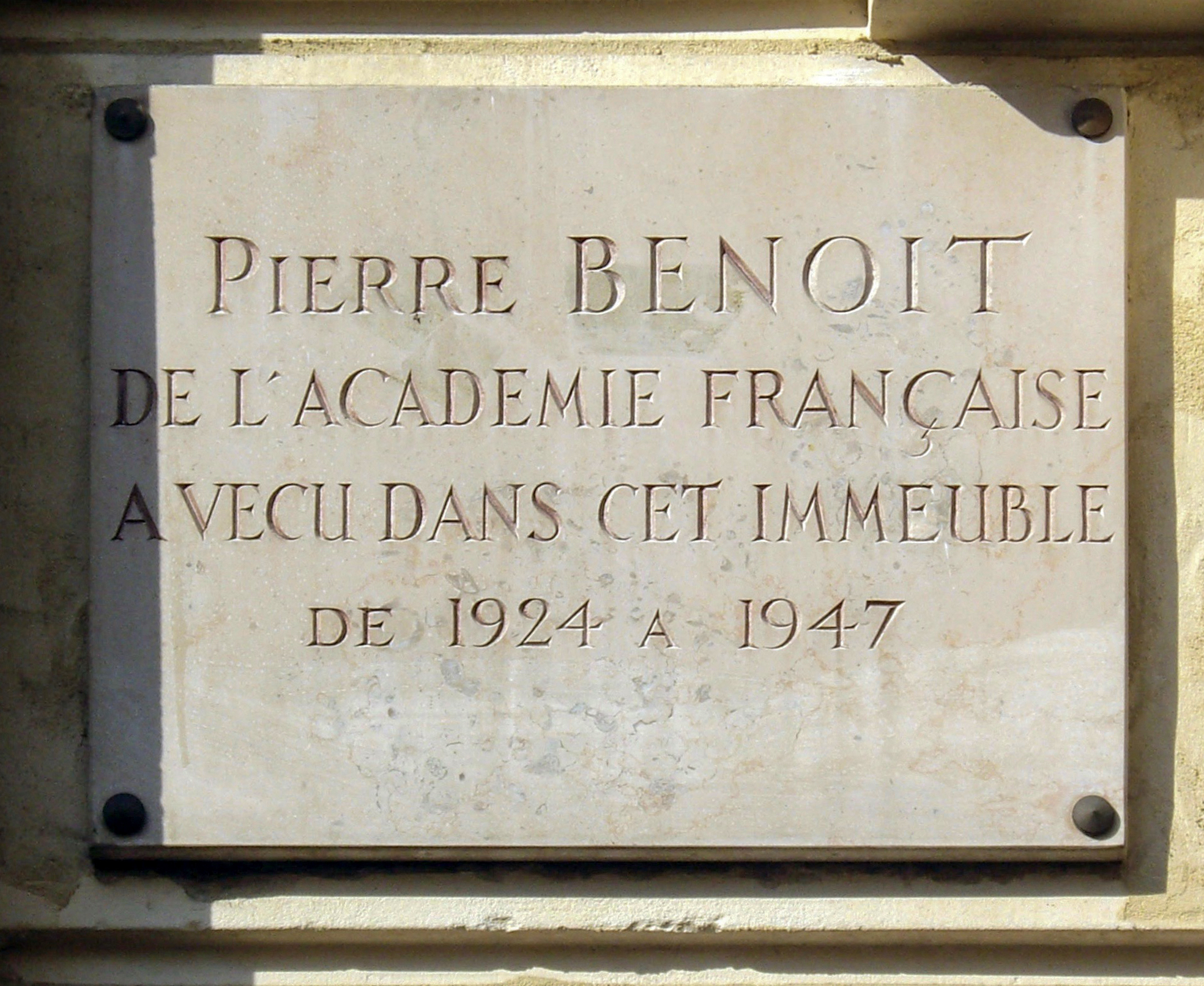
Plaque au no 120.